# Hiei (incrociatore da battaglia)
La Hiei (比叡?) fu una nave da battaglia classe Kongo della Marina imperiale giapponese impostata il 4 novembre 1911 nel cantiere di Yokosuka, varata il 21 novembre 1912 ed entrata in servizio il 4 agosto 1914. Il nome era in omaggio al monte Hiei situato a nord est della città di Kyoto. Fino al 1931 era classificata come incrociatore da battaglia.
Fu la prima nave da battaglia della flotta giapponese ad essere affondata durante la seconda guerra mondiale, nel corso della battaglia navale di Guadalcanal (13 novembre 1942).